# Jules Mazarin
Jules kardinál Mazarin (výslovnost: žil mazaren, italsky Giulio Mazzarino; 14. července 1602 – 9. března 1661) byl původem italský politik a diplomat, který od roku 1642 až do své smrti působil jako první ministr Francie. V letech 1642–1661 byl nejvlivnějším a nejmocnějším mužem francouzské politiky. Od roku 1641 měl současně titul kardinála.

## Život

### Společenský vzestup
Narodil se 14. července 1602 v Pescině, v Neapolském království, jako Giulio Raimondo Mazzarini. Jeho děd, Giulio Mazzarini, byl řemeslníkem v sicilské vesnici Mazzarino poblíž města Caltanissetta (odtud jejich příjmení). Jeho otec, Pietro Mazarini, se později stal majordomem v římském paláci rodu Colonnů. Právě Colonnové zaplatili další výchovu a vzdělání nadaného Giulia. Giulio byl nejprve žákem jezuitské koleje papeže Urbana VIII. v Římě, později studoval právo na římské univerzitě La Sapienza a pak na španělské univerzitě v Alcalá de Henares. Roku 1627 prožil v severoitalském Monferratu vojenskou službu v hodnosti kapitána.
Po získání doktorátu práv vstoupil roku 1632 jako diplomat do papežských služeb a stal se zástupcem papeže v Avignonu. Zde si jeho schopností povšiml francouzský kardinál Richelieu a postaral se o to, aby se Mazarin stal nunciem ve Francii (1634–1636). Richelieu si jej velmi oblíbil a časem z něj učinil svého sekretáře. V roce 1641 získal titul kardinála, ale nebyl nikdy vysvěcen na kněze, ani mu nebylo uděleno vyšší svěcení. Na přímluvu umírajícího kardinála Richelieua jej jmenoval král Ludvík XIII. v roce 1642 prvním ministrem Francie a hlavou královské rady.
Po smrti krále Ludvíka XIII., roku 1643, jej požádala královna-matka Anna Rakouská o spolupráci na regentské vládě za nezletilého Ludvíka XIV. On s tím samozřejmě souhlasil. Jeho moc i majetek pak nezadržitelně narůstaly a jeho sílící vliv na politiku Francie i osobní vliv na královnu vdovu se brzy staly zdrojem nenávisti a odporu ze strany poddaných i šlechty. Boje o moc ve Francii vyústily až v povstání známé jako fronda, během něhož musel roku 1651 odejít z Paříže a usídlit se v Normandii. I nadále ale ovlivňoval vývoj událostí v zemi. Vůdce povstání, strýc nezletilého krále Ludvíka XIV. Gaston Orleánský, se nyní rozhodl sám prohlásit za regenta a zbavit moci královnu vdovu Annu Rakouskou a její přívržence. Anna Rakouská se pokusila v nastalém zmatku opustit i se svým synem Ludvíkem XIV. hlavní město, proti čemuž se ale vzbouřili sami Pařížané a tomuto útěku zabránili. On sám se zatím snažil obměkčit šlechtu tím, že nechal z vězení propustit některé z vůdců frondy, které před svým útěkem z hlavního města uvěznil. Po jejich propuštění se však nedočkal žádného vděku, opustil Francii a emigroval do Kolína nad Rýnem.
Od této chvíle ovládal Francii tajně a pomocí kódovaných dopisů, které zasílal regentce Anně Rakouské. Politická situace ale byla stále komplikovanější. Vůdčí osobnosti povstání uvěznily regentku i nezletilého krále v královském paláci a zakázaly jim toto místo opustit. Na regentku byl vyvíjen nátlak, aby z regentské rady odvolala všechny osoby, které i nadále sympatizovaly s vyhnaným Mazarinem, což Anna Rakouská rezolutně odmítla. Dále si také dopisovala s Mazarinem, který jí udílel rady a utěšoval ji v této těžké situaci. Po čtyřech letech bojů bylo povstání frondy roku 1652 ukončeno a Mazarin se v roce 1653 vrátil z vyhnanství natrvalo zpět do Francie.

### Znovuzískání moci
Dne 7. června 1654 byl Ludvík XIV. oficiálně korunován a ujal se moci v zemi. S tím, jak sílila moc mladého krále, sílila i moc jeho věrného rádce a kmotra kardinála Mazarina, který se opět stal důležitou a vlivnou postavou francouzské politiky. Podruhé ve svém životě se ocitl na politickém vrcholu, byl nejbohatším a nevlivnějším mužem v zemi, prvním ministrem a hlavou královské rady. Osobně dohlížel na domácnost královny a na další výchovu mladého krále a jeho bratra Filipa Orleánského. Byl guvernérem v Brisachu a La Rochelle, kapitánem na zámcích Fontainebleau a Vincennes, vrchním správcem v La Fère, Hamu, hrabství Marle a polesí Saint-Gobain. Ač nebyl vysvěcen na kněze, byl převorem v Chantenoy, opatem v Saint-Germain-l´Auxerrois, v Notre-Dame de Cercamp, v Saint-Denis a Cluny. Byl také zdatným obchodníkem a majitelem nákladních lodí. Po roce 1647 se dokonce na chvíli zdálo, že se stane příbuzným samotného krále. Mladý Ludvík XIV. se nejprve zamiloval do kardinálovy neteře Olympie Manciniové a v roce 1655 pak do její sestry Marie Manciniové. S Marií chtěl král uzavřít sňatek, čemuž se Mazarin zpočátku nebránil, ale po ostrém odmítnutí tohoto sňatku Ludvíkovou matkou Annou Rakouskou uznal, že se jedná o bláznivý a nereálný nápad. Společně s královnou Annou Rakouskou Ludvíkovi jeho nápad rozmluvil a sám se začal angažovat v hledání nové vhodné nevěsty pro svého panovníka.

### Milovník přepychu
Na rozdíl od svého předchůdce kardinála Richelieua, biskupa luçonského, se nikdy nestal duchovním (nepřijal jáhenské, ani kněžské svěcení). Rád se dobře oblékal, používal jen ty nejdražší voňavky, miloval divadlo a operu, věnoval se lovu a svým sbírkám umění. Vlastnil a dokonce veřejnosti zpřístupnil svou rozsáhlou knihovnu 40 000 svazků knih a vzácných prvotisků bible. Věnoval se numismatice, po celé Evropě nakupoval obrazy, klenoty, sochy a nábytek. Existovala už jen jediná věc, po které marně toužil – stát se papežem (vzhledem k tomu, že byl pouze kardinálem-laikem, se nemohl sám účastnit konkláve v r. 1644, ani v r. 1655). Naděje svitla v roce 1657, když zemřel císař Ferdinand III., a Mazarin se rozhodl navrhnout na post císaře Ludvíka XIV. Tím by se do Francie vrátilo císařství, které přešlo v 11. století z Franků na Germány. Pokud by Ludvík XIV. vládl císařství, mohl by pak jeho rádce a kmotr Mazarin v budoucnu jednodušeji usilovat o papežský stolec. Z těchto plánů nakonec sešlo, ale on sám se až do poslední chvíle svého života nevzdával naděje, že nejvyšší církevní úřad získá.

### Poslední léta
V roce 1660 se už necítil po zdravotní stránce dobře. V Saint-Jean-de-Luz ještě vedl tajná jednání se Španělskem o tom, zda v budoucnu podpoří jeho kandidaturu na papeže, ale sám už v té chvíli cítil, že se blíží jeho konec. V únoru 1661 opustil Paříž a usídlil se ve Vincennes. Měl strach, že po jeho smrti král zkonfiskuje veškerý jeho majetek, a tak se nakonec rozhodl poslechnout radu svého sekretáře Jean-Baptista Colberta a podniknout riskantní plán. Veškerý svůj majetek nabídl králi darem. Král Ludvík XIV. tři dny váhal, ale nakonec šlechetnou nabídku odmítl. Mazarin majetek odkázal svým neteřím. Zemřel 9. března 1661 mezi druhou a třetí hodinou ráno na zámku ve Vincennes. Ludvík XIV. byl u jeho lože až téměř do samého konce. Podle přísně dodržované tradice však nesměl francouzský král hledět do tváře smrti, a tak byl těsně před Mazarinovým úmrtím z místnosti vyveden. Když krále informovali o kardinálově skonu, rozplakal se. Během prvních let své vlády měl Ludvík XIV. s Mazarinem celou řadu sporů, ale vždy si jej vážil, uznával jeho zkušenosti a byl mu v mnohém zavázán. Mezi oběma muži panovala náklonnost a vzájemná důvěra.
Je ovšem pravda, že teprve po Mazarinově úmrtí se Ludvík XIV. stal skutečným vládcem své země. Od této chvíle se už nemusel nikomu podřizovat a byl za svá rozhodnutí zodpovědný jen sám sobě. Zatím nezkušený Ludvík XIV. měl štěstí i v tom, že po Mazarinově smrti získal téměř okamžitě nového věrného rádce a spolupracovníka. Tak jako kdysi dopomohl kardinál Richelieau ke kariéře Mazarinovi, tak Mazarin dopomohl k témuž svému sekretáři Jean-Baptistu Colbertovi. Po Mazarinově smrti předal Colbert králi tajný posmrtný dar od Mazarina – obrovskou sumu peněz, o které nikdo kromě Mazarina a Colberta neměl tušení, dokonce ani sám král. Ludvík XIV. byl ohromen Colbertovou loajalitou a ihned jej přijal do svých služeb. Společně pak odhalili finanční machinace ministra financí Foqueta a Colbert si navždy získal plnou královu důvěru.

## Mazarin a jeho příbuzenstvo
Jelikož neměl vlastní potomky, rozhodl se veškeré své úsilí a finanční prostředky investovat do dětí svých sester Girolamy Manciniové a Laury Margarety Martinozzi. Veškerý jeho majetek měl původně zdědit synovec Paolo Mancini, který ale padl v jedné z bitev během frondy. Dědičkami se tak staly zbylé kardinálovy neteře. Ty vyrůstaly nejprve v římském paláci, které pro ně nechal postavit. V roce 1647 přišel do Paříže Paolo Mancini a jeho tři sestry – Anna, Laura a Olympie. V roce 1654 přijela do Paříže i jeho sestra Girolama Manciniová s dcerami Hortensií a Marií. O rok později následovala i nejmladší Marie Anna. Své neteře se rozhodl dobře provdat a to se mu také podařilo. Ačkoli byl on sám i jeho příbuzní nízkého původu, hned tři jeho neteře získaly manžela z královského rodu a ty zbývající z rodů šlechtických:
- Olympie Manciniová – jejím manželem se stal princ Evžen Mořic Savojský, hrabě ze Soissons.
- Laura Manciniová – jejím manželem se stal Ludvík Bourbon, vévoda de Mercoeur, vnuk francouzského krále Jindřicha IV.
- Hortensie Manciniová – jejím manželem se stal Armand Charles de la Porte, vévoda La Meilleraye.
- Marie Anna Manciniová – jejím manželem se stal Maurice Godefroy de la Tour d'Auvergne, vévoda de Bouillon.
- Marie Manciniová – byla milenkou krále Ludvíka XIV., který se s ní chtěl dokonce oženit. Jejím manželem byl ale nakonec Lorenzo Onofrio Colonna, příslušník rodu Colonnů, u nichž kdysi sloužil dědeček Marie Manciniové jako majordomus.
- Laura Martinozzi – tuto neteř provdal Mazarin za Alfonse IV. z rodu d'Este a z Modeny. Jejich dcera Marie Beatrice Modenská byla později druhou manželkou anglického krále Jakuba II.
- Anna Martinozzi – provdána za Armanda, prince de Conti. Její pravnučka Luisa Henrieta Bourbon byla matkou Filipa Egalité a tedy babičkou posledního francouzského krále Ludvíka Filipa. Dalším z praprapotomků Anny Martinozzi byl třeba poslední portugalský král Manuel II. Portugalský.

### Film
- Královna a kardinál. Francie, 2009. V orig. La Reine et le cardinal. [Romantický TV film.]